# Дом Богородицы (Эфес)
Дом Богородицы — расположенное в Эфесе, Турция небольшое здание VII в. н. э. с подвалом, ориентировочно датированным I в. н. э., которое в конце XIX века католические миссионеры стали отождествлять с домом, в котором жила мать Иисуса Христа Дева Мария.
В качестве основания для подобного отождествления приводят свидетельства некоторых местных жителей и опубликованные видения немецкой монахини Анны Катерины Эммерих (1774—1824), которая в Эфесе никогда не бывала. За 2 года до смерти, во время одного из видений ей явилась Пресвятая Богородица и подробно описала место, где она жила до своего Успения.
Согласно преданию, в Эфес Пресвятая Дева Мария удалилась в 43 году во время гонения, воздвигнутого Иродом на христиан (Деян. 12:1—3) вместе с апостолом Иоанном Богословом, где ему выпал жребий проповедовать Евангелие. Ко времени же Своего блаженного Успения Пресвятая Дева Мария опять прибыла в Иерусалим, в котором и совершилось Успение Богородицы.
В 1950 г. здание было реконструировано и обращено в часовню, к которой стекаются толпы туристов. Хотя Ватикан официально не признал здание домом Богородицы, его посетили папы Павел VI (в 1967 г.), Иоанн Павел II (в 1979 г.) и Бенедикт XVI (в 2006 г.)